# Fumaria mairei
Fumaria mairei là một loài thực vật có hoa trong họ Anh túc. Loài này được Pugsley ex Maire mô tả khoa học đầu tiên năm 1931.